# Dangerous Woman (canção)
"Dangerous Woman" é uma canção gravada da cantora e compositora estadunidense Ariana Grande, contida em seu terceiro álbum de estúdio de mesmo nome (2016). Foi composta por Ross Golan, Johan Carlsson e Max Martin, sendo produzida pelos dois últimos, que também trataram de sua produção vocal. A sua gravação ocorreu em 2015 nos MXM Studios em Estocolmo. O seu lançamento como o primeiro single do produto ocorreu em 11 de março de 2016, através da Republic Records, substituindo "Focus" como primeira faixa de trabalho, a qual foi incluída apenas na edição japonesa do disco.

## Estrutura musical e letra
"Dangerous Woman' é sobre escolha, empoderamento, força e romance. Como pessoa, como personagem, como persona. 'Dangerous Woman' é uma mulher destemida, honesta, sem touros --- sobre-humana, e acho que todos nós temos ela dentro de nós e é apenas uma questão de tempo quando decidimos deixá-la sair. "
- Grande falando sobre a música.
Musicalmente, "Dangerous Woman" é um pop mid -jam slow-jam , R&B e retro-soul, com fortes influências de rock. Foi descrito por Brennan Carley, da Spin, como um "pedaço de R&B mal-humorado da big-band, que" cai bem na interseção entre  Bubblegum Pop e rock and roll", A música é escrita na tecla Mi menor , enquanto seu ritmo varia a uma taxa de 67 batimentos por minuto. O alcance vocal de Grande abrange de D3 a B 5. Várias publicações compararam a vibe da faixa com " Earned It ", do The Weeknd. A música tem uma estrutura típica de verso-pré-coro-coro ; começa com uma progressão de acordes de E m -G -C Os versos iniciais são acompanhados por acordes de guitarra e batidas lentas, Um solo de guitarra está presente durante a ponte da música. Embora não seja oficialmente creditado como compositor da música, Pode se ouvir o cantor Charlie Puth fazendo beatboxing durante o início da música e por toda a faixa. Puth declarou que sua voz era defendida quando ele estava trabalhando inicialmente no som da música.
O refrão do rock de arena consiste na frase "Alguma coisa sobre você me faz sentir como uma mulher perigosa ", com Grande repetindo o início da frase no final de cada linha. O refrão é apoiado por sintetizadores distorcidos e os riff de guitarra presente durante o primeiro verso. Após o segundo refrão, Grande canta o gancho : "Todas as garotas querem ser assim / Garotas más por baixo, assim / Você sabe como estou me sentindo por dentro "acompanhado por um riff eletrônico. que lembra algumas musicais de trap Um revisor de O Sputnikmusic observou que as letras da faixa são "um cruzamento entre sexualmente carregada e totalmente empoderadora". Comentando sobre o conteúdo lírico de "Dangerous Woman", Grande afirmou: "Esta música é sobre uma mulher empoderada que conhece outra pessoa que traz à tona um lado diferente dela. É sua decisão deixar os medos de lado e explorar essas novas Trata-se de deixar alguém entrar em sua vida de maneira íntima e vulnerável e não deixar isso tirar sua independência e força ".

## Recepção da Crítica
A música recebeu elogios da crítica. Carolyn Menyes, do Music Times, elogiou o compasso da música por adicionar "um pouco de sabor à valsa, canalizando a velha escola de Ariana pela qual os fãs se apaixonaram", acrescentando que "uma linha de guitarra sensual e distorcida e os vocais crescentes e apaixonados de Grande acrescentam" um senso de textura e modernidade que faz 'Dangerous Woman' parecer tão poderosa quanto o título". Um escritor da NME sentiu que Grande "se mostra como alguém que continua determinado a desafiar a norma". A publicação também apontou que "[a música] parece empoderada, mesmo que não pareça especialmente perigosa para ela após a colaboração de 2014 ' Love Me Harder. Escrevendo para o Idolator , Robbie Daw, Carl Williot e Mike Wass revisaram "Dangerous Woman" durante o artigo "Pop Perspective", com Daw dizendo que a música é"uma caminhada de perigo que vale a pena correr" Williot elogiou sua performance vocal e  a comparando com ' (You Make Me Feel Like) A Natural Woman, e Wass a chamou de" música decente ", mas notou que" [ela] ainda não encontrou sua própria pista".
o editor da Sputnikmusic descreveu a música como "o primeiro momento em que o álbum realmente mostra flashes de se tornar algo especial", e continuou ", enquanto se transforma em uma batida sedutora que parece ter sido extrapolada da mais reveladora cena de um filme de James Bond ". Quinn Maryland, da Pitchfork, compartilhou opiniões semelhantes, o revisor descreveu como "um tema bondoso e habilidoso de Bond". Brennan Carley, da Spin, opinou que "sem dúvida, a música mais madura que ela lançou até hoje. [...] A música é inteligente, sexy, cativante e cantada com perfeição total".
Rolling Stone escreveu que "a diva do tamanho de um tordo com o poder vocal de cinco alarmes derruba uma ode suntuosamente azul à sua própria e extraordinariamente letal senhora". A revista também nomeou "Dangerous Woman" uma das trinta melhores músicas do primeiro semestre de 2016: "Esse caule sensual, inteligente e triste está cheio de padrões e saltos improváveis, sem mencionar um solo de guitarra que explode em Pixels da Nintendo e um outro título. Mas, apesar de todas as suas filigranas únicas, há um refrão imparável para uma das vozes mais pirotécnicas do pop."

## Apresentações ao vivo
Grande fez sua primeira apresentação na televisão da música "Dangerous Woman" quando atuou como apresentadora e convidada musical no episódio de 12 de março de 2016 do Saturday Night Live, junto com " Be Alright". Ela também cantou a faixa como convidada especial para o show de Nicki Minaj na T-Mobile Arena em 8 de abril de 2016,  e apresentou o single no MTV Movie Awards de 2016 com Jason Robert Brown , o Tony. compositor vencedor por trás da estréia de Grande na Broadway no musical 13 em 2008 A música foi incluída no setlist de 2017 de Grande Dangerous Woman Tour como uma música de encerramento. Também foi apresentado na 2019 Sweetener World Tour de Grande.

## Videoclipes

### Clipe acapela
Em 20 de março de 2016, Grande enviou um vídeo da música para o YouTube . O vídeo mostra Grande tocando a música inteira a capella na frente de um fundo bege enquanto veste a roupa de coelho de látex mostrada na capa do álbum. No final da apresentação, a equipe que assiste fora da câmera aplaude descontroladamente. O vídeo recebeu mais de 101 milhões de visualizações.

### Clipe oficial
Para "Dangerous Woman", Grande planejava filmar duas versões diferentes do videoclipe. Grande visualizou o que se tornou o único videoclipe que o acompanhava nas mídias sociais em 26 de março de 2016 e 29 de março de 2016. O clipe foi oficialmente lançado no Vevo na noite de 31 de março de 2016. Dirigido pela produtora The Young Astronauts.Em entrevista ao Idolator , Grande explicou: “Estamos fazendo dois visuais porque essa música me faz sentir de duas maneiras, me faz sentir sexy e glamourosa - eu queria fazer um vídeo mais simples e com glamour - e então eu queria para fazer outro vídeo porque me faz sentir ... como uma super versão de mim mesmo."
Discutindo a música com Madeline Rotj da MTV, Grande afirmou sobre o conceito por trás do segundo vídeo da música:
"Esse é mais cinematográfico e estranho e conta uma história. É muito diferente do primeiro. Eu queria fazer um vídeo sexy, simples e mais glamoroso, que fosse visual. E então o segundo é muito diferente ... é muito estranho."
O vídeo é aberto com uma vinheta que apresentou o vídeo como "video 1". Ostentando lingerie preta, Grande é vista posando e cantando na frente de uma cortina e na cama . Tons de azul, roxo e rosa a cobrem ao longo do vídeo, que é apenas a cantora sozinha. Embora ela mantenha uma expressão bastante estóica durante a maior parte do vídeo, ela é vista rindo no final enquanto a tela se enche de estática. O clipe ultrapassou 100 milhões de visualizações em 18 de maio de 2016, tornando-se o décimo videoclipe certificado por VEVO por Grande, depois de " Right There " (2013). hoje o vídeo tem mais de 500 milhões de visualizações, tornando-o seu nono vídeo a atingir esses marcos.

### Cancelamento do segundo videoclipe
Grande inicialmente planejou lançar dois videoclipes para a música, porque a fez sentir duas emoções diferentes, pelas quais sentiu que eram necessários dois vídeos para retratar. Mais tarde, ela confirmou que o segundo videoclipe havia sido cancelado em suas contas do Twitter e Snapchat. Em uma sessão de perguntas e respostas com fãs, Grande depois explicou que o cancelamento do segundo videoclipe foi porque ela não tinha tempo. Mais explicações sobre o cancelamento vieram quando um fã perguntou a Grande sobre o vídeo no Twitter em 13 de janeiro de 2019. Grande respondeu ao fã, dizendo que o vídeo estava uma bagunça devido aos efeitos visuais não serem suficientemente realistas e que ela não queria para dar a seus fãs qualquer coisa que seja menor do que eles merecem. Grande também revelou parte do conceito do vídeo, dizendo: "Gosto de tirar a pele do rosto e a máscara que estava por baixo". A máscara a que ela estava se referindo era a máscara apresentada nas obras de arte e nas embalagens do álbum. "Foi ambicioso pelo tempo alocado para trabalhar nisso, lol. E também insano"

## Faixas e formatos
| Download digital |                   |         |  |
| N.º              | Título            | Duração |  |
| 1.               | "Dangerous Woman" | 3:55    |  |

## Créditos
Todo o processo de elaboração de "Dangerous Woman" atribui os seguintes créditos:
Gravação
- Gravada em 2015 nos MXM Studios (Estocolmo)
- Mixada nos MixStar Studios (Virginia Beach, Virginia)
- Masterizada nos Sterling Sound (Nova Iorque)

Publicação
- Publicada pelas empresas MXM — administrada pela Kobalt — (ASCAP), Warner-Tamerlane Publishing Corp. (BMI) e Back in Djbouti (BMI)
- Todos os direitos administrados pela Warner-Tamerlane Publishing Corp. e MXM — administrada pela Kobalt — (ASCAP)

Produção
| - Ariana Grande: vocalista principal, vocalista de apoio - Johan Carlsson: composição, produção, produção vocal, vocalista de apoio, guitarra, violão, piano, sintetizadores, programação, pandeiro, solo de guitarra - Max Martin: composição, produção, produção vocal, programação - Ross Golan: composição, vocalista de apoio - Serban Ghenea: mixagem - John Hanes: engenharia de mixagem | - Sam Holland: engenharia - Cory Bice: engenharia - Peter Karlsson: engenharia - Tom Coyne: masterização - Aya Merrill: masterização - Wendy Goldstein: A&R - Scooter Braun: A&R |

## Desempenho nas tabelas musicais
| Tabela musical (2016)                                  | Melhor posição |
| ------------------------------------------------------ | -------------- |
| Alemanha (Media Control Charts)                        | 30             |
| Austrália (ARIA Charts)                                | 18             |
| Áustria (Ö3 Austria Top 40)                            | 21             |
| Bélgica (Ultratop 50 de Flandres)                      | 31             |
| Bélgica (Ultratop 40 da Valônia)                       | 33             |
| Canadá (Canadian Hot 100)                              | 10             |
| Coreia do Sul (Gaon Music Chart)                       | 13             |
| Croácia (Croatian Airplay Radio Chart)                 | 51             |
| Dinamarca (Tracklisten)                                | 31             |
| Escócia (The Official Charts Company)                  | 7              |
| Eslováquia (IFPI Slovenská Republika)                  | 53             |
| Espanha (Productores de Música de España)              | 11             |
| Estados Unidos (Billboard Hot 100)                     | 8              |
| Estados Unidos (Pop Songs)                             | 4              |
| Estados Unidos (Adult Pop Songs)                       | 19             |
| Finlândia (IFPI Finlândia)                             | 10             |
| França (Syndicat National de l'Édition Phonographique) | 36             |
| Grécia (Greece Digital Songs)                          | 1              |
| Hungria (Magyar Hanglemezkiadók Szövetsége)            | 29             |
| Irlanda (Irish Recorded Music Association)             | 24             |
| Itália (Federazione Industria Musicale Italiana)       | 19             |
| Japão (Japan Hot 100)                                  | 73             |
| Líbano (The Official Lebanese Top 20)                  | 9              |
| Noruega (VG-lista)                                     | 27             |
| Nova Zelândia (NZ Top 40 Singles)                      | 16             |
| Países Baixos (MegaCharts)                             | 21             |
| Polônia (Związek Producentów Audio Video)              | 59             |
| Reino Unido (UK Singles Chart)                         | 17             |
| Chéquia (IFPI Česká Republika)                         | 51             |
| Suécia (Sverigetopplistan)                             | 30             |
| Suíça (Schweizer Hitparade)                            | 29             |
| União Europeia (Euro Digital Songs)                    | 17             |

| País (Empresa)             | Certificação |
| -------------------------- | ------------ |
| Austrália (ARIA)           | Platina      |
| Bélgica (BEA)              | Ouro         |
| Canadá (Music Canada)      | Platina      |
| Dinamarca (IFPI Dinamarca) | Ouro         |
| Estados Unidos (RIAA)      | 3× Platina   |
| França (SNEP)              | Ouro         |
| Itália (FIMI)              | Platina      |
| Nova Zelândia (RMNZ)       | Platina      |
| Polónia (ZPAV)             | 2× Platina   |
| Reino Unido (BPI)          | Platina      |
| Suécia (GLF)               | Platina      |

## Histórico de lançamento
| País           | Data                | Formato           | Gravadora |
| -------------- | ------------------- | ----------------- | --------- |
| Mundo          | 11 de março de 2016 | Download digital  | Republic  |
| Itália         | 11 de março de 2016 | Rádios mainstream | Republic  |
| Estados Unidos | 15 de março de 2016 | Rádios mainstream | Republic  |
| Estados Unidos | 15 de março de 2016 | Rádios rhythmic   | Republic  |